# Jon Montgomery
Jonathan Montgomery –conocido como Jon Montgomery– (Russell, 6 de mayo de 1979) es un deportista canadiense que compitió en skeleton. 
Participó en los Juegos Olímpicos de Vancouver 2010, obteniendo la medalla de oro en la prueba masculina individual. Ganó tres medallas en el Campeonato Mundial de Skeleton, en los años 2008 y 2011.

## Palmarés internacional
| Juegos Olímpicos   | Juegos Olímpicos     | Juegos Olímpicos  | Juegos Olímpicos |
| Año                | Lugar                | Medalla           | Prueba           |
| ------------------ | -------------------- | ----------------- | ---------------- |
| 2010               | Vancouver (Canadá)   | Medalla de oro    | Individual       |
| Campeonato Mundial |                      |                   |                  |
| Año                | Lugar                | Medalla           | Prueba           |
| 2008               | Altenberg (Alemania) | Medalla de plata  | Individual       |
| 2008               | Altenberg (Alemania) | Medalla de plata  | Equipo mixto     |
| 2011               | Königssee (Alemania) | Medalla de bronce | Equipo mixto     |